# Чемпионат Беларуси по баскетболу среди женщин
Высшая лига Беларуси — это национальная лига Беларуси, первый розыгрыш которой был проведен в сезоне 1992/1993. Первым чемпионом стал минский «Горизонт».
В чемпионате Беларуси 2024/2025 выступали 9 команд из Минска, Бреста, Гродно и Гомеля.

## Чемпионы Беларуси
- 1993 — «Горизонт», Минск
- 1994 — «Горизонт», Минск
- 1995 — «Горизонт», Минск
- 1996 — «Горизонт», Минск
- 1997 — «Горизонт», Минск
- 1998 — «РШВСМ-Горизонт», Минск
- 1999 — «РШВСМ-Горизонт», Минск
- 2000 — «РШВСМ-Горизонт», Минск
- 2001 — «Олимпия», Гродно
- 2002 — «Березина», Борисов
- 2003 — «Олимпия», Гродно
- 2004 — «Олимпия», Гродно
- 2005 — «Олимпия», Гродно
- 2006 — «Олимпия», Гродно
- 2007 — «Олимпия», Гродно
- 2008 — «Березина», Борисов
- 2009 — «Олимпия», Гродно
- 2010 — «Березина», Борисов
- 2011 — «Горизонт», Минск
- 2012 — «Горизонт», Минск
- 2013 — «Олимпия», Гродно
- 2014 — «Цмоки-Минск», Минск
- 2015 — «Цмоки-Минск», Минск
- 2016 — «Горизонт», Минск
- 2017 — «Цмоки-Минск», Минск
- 2018 — «Цмоки-Минск», Минск
- 2019 — «Цмоки-Минск», Минск
- 2020 — «Цмоки-Минск», Минск
- 2021 — «Горизонт», Минск
- 2022 — «Горизонт», Минск
- 2023 — «Горизонт», Минск
- 2024 — БК «Минск», Минск
- 2025 — «Горизонт», Минск

Наибольшее число титулов в истории женского чемпионата Беларуси имеет «Горизонт» (15). У гродненской «Олимпии» 8 чемпионских титулов.

## Рекорды
Наибольшее количество золотых медалей чемпионата Беларуси:
Тренеры
- Андрей Вавлев (Березина, Цмоки-Минск/БК Минск) — 8 (2008, 2010, 2015, 2017—2020, 2024).
- Александр Шимковяк (Олимпия) — 7 (2001, 2004—2007, 2009, 2013).
- Анатолий Буяльский (Горизонт) — 6 (1996—1999, 2011, 2012).

Игроки
- Виктория Гаспер (Березина, Горизонт, Цмоки-Минск) — 12 (2010—2012, 2014, 2015, 2017—2022, 2025).
- Наталья Ануфриенко (Олимпия, Горизонт) — 9 (2005—2007, 2009, 2011, 2012, 2016, 2021, 2022).
- Ольга Зюзькова (Терентьева) (Олимпия, Березина, Цмоки-Минск, Горизонт) — 9 (2001, 2003, 2004, 2010, 2014, 2015, 2021—2023).
- Жанна Городецкая (Горизонт, Березина, Цмоки-Минск) — 7 (1997—2000, 2002, 2014, 2015).

## Женский чемпионат Беларуси по баскетболу 2012/2013
21-й чемпионат Республики Беларусь по баскетболу в Высшей лиге среди женских команд.
Общие сведения
Число участников: 8
Число городов: 5
Участники
«Виктория», Гродно, Игровой зал УОР
«Горизонт», Минская область, СК «Горизонт»
«Березина-РЦОР», Борисов, ФОК Борисова
«Сож», Гомель, ГОЦОР
«Олимпия», Гродно, Игровой зал УОР
«Цмоки-Минск», Минск, СК «Минск-2006»
«БрГУ ЦОР-Виктория», Брест, СК «Виктория»
РГУОР (U-16), Минск, СК РГУОР
В сезоне 2012/13 количество участников увеличилось: в чемпионат заявилась команда РГУОР (U-16).
Регулярный чемпионат
Регулярный сезон чемпионата в сезоне 2012/13 проходил в 2 этапа. 4 лучшие команды по итогам 1-го этапа выходили в группу «А», другие 4 команды продолжали борьбу в группе «Б». 2 лучшие команды из группы «Б» получали право на участие в плей-офф. 2 лучшие команды группы «А» автоматически выходили в полуфинал.
Гродненская «Олимпия» стала единственной командой турнира, которая прошла первый этап «регулярки» без поражений. Также в группу «А» попали «Горизонт», «Цмоки» и «Сож».
На втором этапе «Олимпия» потерпела 2 поражения, но благодаря успешной игре на первой групповой стадии гродненский коллектив сумел подойти к плей-офф в статусе лидера чемпионата и досрочно квалифицироваться в полуфинал. Второй командой, сразу попавшей в полуфинальную стадию, стали «Цмоки».
Группу «Б» выиграла борисовская «Березина». Гродненская «Виктория» стала второй командой пула, попавшей в плей-офф.
По итогам регулярного чемпионата сформировались следующие пары четвертьфинальных серий:
«Сож» — «Березина-РЦОР»
«Горизонт» — «Виктория»
Плей-офф
Первый раунд плей-офф: четвертьфинал
В сезоне 2012/13 плей-офф длился 3 раунда и проходил в виде серий до 2 (четвертьфинал) и 3 (полуфинал, финал) побед. Обе четвертьфинальные серии завершились сухими победами сеяных команд.
«Сож» — «Березина-РЦОР» 2-0 (70:67, 81:65)
«Горизонт» — «Виктория» 2-0 (91:69, 71:57)
Второй раунд плей-офф: полуфинал
В полуфинальной серии до 3 побед «Цмоки-Минск» играл с «Горизонтом», а «Олимпия» — с «Сожем». «Олимпия», выигравшая регулярный чемпионат и получившая самого слабого соперника в полуфинале, без проблем оформила выход в финал.
Серия между «Горизонтом» и «Цмоки-Минском» длилась 4 матча. «Горизонт» дважды проиграл в гостях, затем отыграл один матч и сократил отставание в счете, но довести серию до 5-й игры не сумел — «Цмоки» оформили выход в финал.
«Олимпия» — «Сож» 3-0 (85:54, 96:60, 78:74)
«Цмоки-Минск» — «Горизонт» 3-1 (65:60, 57:48, 52:53, 57:45)
Третий раунд плей-офф: финал
Впервые в финале встретились «Олимпия» и «Цмоки-Минск». Серия получилась увлекательной: «Олимпия» выиграла два домашних матча, после чего финал продолжился в Минске. На домашней площадке «Цмоки» одержали 2 крупные победы с разницей в 17 и 11 очков. 5-я игра проходила в Гродно, где «Олимпия» смогла добыть чемпионство благодаря 33 очкам Надежды Дрозд.
«Олимпия» — «Цмоки-Минск» 3-2 (78:69, 84:79, 52:69, 56:67, 72:65)
Серия за 3-е место
В серии за 3-е место до 3 побед играли «Горизонт» и «Сож». Столичная команда выиграла все 3 матча и завоевала бронзовые медали чемпионата Беларуси.
«Горизонт» — «Сож» 3-0 (95:73, 83:63, 64:56)
Утешительный плей-офф
Для проведения большего количества матчей в сезоне 2017/18 и определения итоговой расстановки команд был организован утешительный плей-офф за 5-8 места.
Серия плей-офф за 5-8 места
«Березина-РЦОР» — РГУОР (U-16) 3-0
«Виктория» — «БрГУ ЦОР Виктория» 3-0
Серия плей-офф за 5-6 места
«Березина-РЦОР» — «Виктория» 3-2
Серия плей-офф за 7-8 места
«БрГУ ЦОР Виктория» — РГУОР (U-16) 2-0
Итоговое положение команд в женском чемпионате Беларуси
1 — «Олимпия»
2 — «Цмоки-Минск»
3 — «Горизонт»
4 — «Сож»
5 — «Березина-РЦОР»
6 — «Виктория»
7 — «БрГУ ЦОР-Виктория»
8 — РГУОР (U-16)

## Женский чемпионат Беларуси по баскетболу 2013/2014
22-й чемпионат Республики Беларусь по баскетболу в Высшей лиге среди женских команд.
Общие сведения
Число участников: 8
Число городов: 5
Участники
«Виктория», Гродно, Игровой зал УОР
«Горизонт», Минская область, СК «Горизонт»
«Березина-РЦОР», Борисов, ФОК Борисова
«Сож», Гомель, ГОЦОР
«Олимпия», Гродно, Игровой зал УОР
«Цмоки-Минск», Минск, СК «Минск-2006»
«БрГУ ЦОР-Виктория», Брест, СК «Виктория»
РГУОР (U-18), Минск, СК РГУОР
В сезоне 2013/14 количество участников не изменилось. Команда РГУОР принимала участие со второго этапа регулярного чемпионата.
Регулярный чемпионат
Регулярный сезон чемпионата Беларуси в сезоне 2013/14 проходил в 2 этапа. 4 лучшие команды по итогам 1-го этапа выходили в группу «А», другие 3 команды, а также РГУОР, продолжали борьбу в группе «Б». 3 лучшие команды из группы «Б» получали право на участие в плей-офф. Лучшая команда группы «А» автоматически выходила в полуфинал.
На 1-м групповом этапе тройка лидеров — «Горизонт», «Олимпия» и «Цмоки» — оторвались от конкурентов и задолго до конца обеспечили себе место в группе «А». Еще одним участником сильнейшего пула стал гомельский «Сож».
2-й этап также не выявил сильнейшую команду турнира — все 3 лидера набрали по 20 очков, уступив по 2 раза. По дополнительным показателям победителем «регулярки» стал «Горизонт», второй шла «Олимпия», а «Цмоки» замкнули тройку.
Группу «Б» выиграла брестская «ЦОР Виктория». РГУОР, одержав всего 1 победу, остался вне зоны плей-офф.
По итогам регулярного чемпионата сформировались следующие пары четвертьфинальных серий:
«Сож» — «БрГУ ЦОР Виктория»
«Цмоки-Минск» — «Березина-РЦОР»
«Олимпия» — «Виктория»
Плей-офф
Первый раунд плей-офф: четвертьфинал
В сезоне 2013/14 плей-офф длился 3 раунда и проходил в виде серий до 2 (четвертьфинал) и 3 (полуфинал, финал) побед. «Цмоки» и «Олимпия» добились уверенных сухих побед в своих сериях.
«Сож» крупно обыграл «ЦОР Викторию» в первом матче, проходившем в Гомеле. Однако брестчанки взяли реванш, сравняв счет в серии. В решающей игре «Сож» добыл 18-очковую победу и шагнул в полуфинал.
«Сож» — «БрГУ ЦОР Виктория» 2-1 (81:57, 56:67, 69:51)
«Цмоки-Минск» — «Березина-РЦОР» 2-0 (67:49, 79:48)
«Олимпия» — «Виктория» 2-0 (100:43, 84:42)
Второй раунд плей-офф: полуфинал
В полуфинальной серии до 3 побед «Цмоки-Минск» играл с «Олимпией», а «Горизонт» — с «Сожем». «Горизонт», ставший лучшей командой регулярного чемпионата, без проблем разобрался с гомельчанками.
Серия между «Олимпией» и «Цмоки-Минском» растянулась на 5 матчей. Дважды минчанки находились в роли догоняющих и дважды сравнивали счет в полуфинальной гонке. Пятый матч проходил в Гродно, но «Олимпия» не смогла воспользоваться преимуществом домашней площадки: по ходу решающей встречи она уступала 20 очков и не догнала «Цмоки».
«Олимпия» — «Цмоки-Минск» 2-3 (62:59, 62:69, 54:51, 49:69, 49:57)
«Горизонт» — «Сож» 3-0 (89:44, 81:44, 87:48)
Третий раунд плей-офф: финал
В финале встретились две столичные команды — «Цмоки» и «Горизонт». «Цмоки» в первом же матче отобрали у соперниц преимущество домашней площадки и завершили серию в четырех матчах, впервые став чемпионками Беларуси.
«Горизонт» — «Цмоки-Минск» 1-3 (61:67, 78:74, 52:62, 55:68)
Серия за 3-е место
В серии за 3-е место до 3 побед играли «Олимпия» и «Сож». Гродненская команда показала более высокий уровень игры и достаточно уверенно выиграла в каждой из встреч.
«Олимпия» — «Сож» 3-0 (85:53, 89:52, 78:54)
Утешительный плей-офф
Для проведения большего количества матчей в сезоне 2017/18 и определения итоговой расстановки команд был организован утешительный плей-офф за 5-8 места.
Серия плей-офф за 5-8 места
«Березина-РЦОР» — «Виктория» 2-0
«БрГУ ЦОР Виктория» — РГУОР 2-0
Серия плей-офф за 5-6 места
«Березина-РЦОР» — «БрГУ ЦОР Виктория» 2-1
Серия плей-офф за 7-8 места
«Виктория» — РГУОР 2-0
Итоговое положение команд в женском чемпионате Беларуси
1 — «Горизонт»
2 — «Цмоки-Минск»
3 — «Олимпия»
4 — «Сож»
5 — «Березина-РЦОР»
6 — «ЦОР-Виктория»
7 — «Виктория»
8 — РГУОР

## Женский чемпионат Беларуси по баскетболу 2014/2015
23-й чемпионат Республики Беларусь по баскетболу в Высшей лиге среди женских команд.
Общие сведения
Число участников: 8
Число городов: 4
Участники
«Виктория», Гродно, Игровой зал УОР
«Горизонт», Минская область, СК «Горизонт»
«Горизонт-2-РЦОП», Минская область, СК «Горизонт»
«Сож», Гомель, ГОЦОР
«Олимпия», Гродно, Игровой зал УОР
«Цмоки-Минск», Минск, СК «Минск-2006»
«БрГУ ЦОР-Виктория», Брест, СК «Виктория»
РГУОР (U-18), Минск, СК РГУОР
В сезоне 2014/15 количество участников не изменилось. Однако произошли изменения в составе: вместо «Березины» в чемпионате сыграл «Горизонт-2-РЦОП».
Регулярный чемпионат
Регулярный сезон чемпионата Беларуси в сезоне 2014/15 проходил в 2 этапа. 4 лучшие команды по итогам 1-го этапа выходили в группу «А», другие 4 команды продолжали борьбу в группе «Б». Все 8 команд-участниц регулярного чемпионата выходили в плей-офф.
На 1-м групповом этапе лидерами стали два прошлогодних финалиста — «Горизонт» и «Цмоки». Столичные команды обыграли друг друга по одному разу и оказались сильнее всех остальных конкурентов. Также в группу «А» попали «Олимпия» и брестская «Виктория».
Ни одна команда на втором этапе регулярного чемпионата не обошлась без неудач. Лучше всех этот отрезок сезона прошли «Цмоки», которые потерпели всего одно поражение и стали победителями «регулярки». «Горизонт» финишировал вторым, «Олимпия» — третьей.
Группу «Б» выиграл РГУОР, который по факту являлся юниорской сборной Беларуси (U-18).
По итогам регулярного чемпионата сформировались следующие пары четвертьфинальных серий:
«Цмоки-Минск» — «Сож»
РГУОР — «БрГУ ЦОР-Виктория»
«Олимпия» — «Горизонт-2-РЦОП»
«Горизонт» — «Виктория»
Плей-офф
Первый раунд плей-офф: четвертьфинал
В сезоне 2014/15 плей-офф длился 3 раунда и проходил в виде серий до 2 (четвертьфинал) и 3 (полуфинал, финал) побед. Все четвертьфинальные серии завершились сухими победами сеяных команд из группы «А».
«Цмоки-Минск» — «Сож» 2-0 (77:53, 78:74)
РГУОР — «БрГУ ЦОР-Виктория» 0-2 (53:75, 54:77)
«Олимпия» — «Горизонт-2-РЦОП» 2-0 (81:37, 92:43)
«Горизонт» — «Виктория» 2-0 (89:46, 85:48)
Второй раунд плей-офф: полуфинал
В полуфинальной серии до 3 побед «Цмоки-Минск» играл с РГУОРом, а «Горизонт» — с «Олимпией». Обе серии закончились всухую. «Цмоки» без сюрпризов обыграли молодую команду из Бреста.
«Горизонт» выиграл первый матч, ни разу не позволив «Олимпии» выйти вперед в счете. В последующих двух встречах минчанки отыгрывали двузначное отставание и добивались успеха, закрыв серию в кратчайшие сроки.
«Цмоки-Минск» — «БрГУ ЦОР-Виктория» 3-0 (62:37, 67:45, 83:62)
«Горизонт» — «Олимпия» 3-0 (71:65, 75:73, 78:69)
Третий раунд плей-офф: финал
Во второй раз подряд в финале встретились «Цмоки» и «Горизонт». Серия за чемпионство получилась напряженной: «Цмоки» дважды выходили вперед, но «Горизонт» оба раза сравнивал счет. Решающая встреча получилась крайне нерезультативной — в сумме команды набрали всего 101 очко. «Цмоки» оказались сильнее и завоевали чемпионский титул.
«Цмоки-Минск» — «Горизонт» 3-2 (55:53, 56:67, 60:55, 68:71, 55:46)
Серия за 3-е место
В серии за 3-е место до 3 побед играли «Олимпия» и брестская «ЦОР Виктория». В двух домашних встречах «Олимпия» разгромила соперниц, а в третьем отыграла «-9» и завоевала бронзовые медали чемпионата.
«Олимпия» — «БрГУ ЦОР Виктория» 3-0 (68:41, 71:52, 64:61)
Утешительный плей-офф
Для проведения большего количества матчей в сезоне 2017/18 и определения итоговой расстановки команд был организован утешительный плей-офф за 5-8 места
Серия плей-офф за 5-8 места
РГУОР (U-18) — «Сож» 1-3
«Горизонт-2-РЦОП» — «Виктория» 3-0
Серия плей-офф за 5-6 места
«Сож» — «Горизонт-2-РЦОП» 1-3
Серия плей-офф за 7-8 места
РГУОР (U-18) — «Виктория» 3-1
Итоговое положение команд в женском чемпионате Беларуси
1 — «Горизонт»
2 — «Цмоки-Минск»
3 — «Олимпия»
4 — «ЦОР-Виктория»
5 — «Горизонт-2-РЦОП»
6 — «Сож»
7 — РГУОР
8 — «Виктория»

## Женский чемпионат Беларуси по баскетболу 2015/2016
24-й чемпионат Республики Беларусь по баскетболу в Высшей лиге среди женских команд.
Общие сведения
Число участников: 10
Число городов: 6
Участники
«Виктория», Гродно, Игровой зал УОР
«Горизонт», Минская область, СК «Горизонт»
«Горизонт-2-РЦОП», Минская область, СК «Горизонт»
«Сож», Гомель, ГОЦОР
«Олимпия», Гродно, Игровой зал УОР
«Цмоки-Минск», Минск, СК «Минск-2006»
«ЦОР-Виктория», Брест, СК «Виктория»
«Полоцк», Полоцк
«Камея», Смоленск, СК СГАФКСТ
РГУОР, Минск, СК РГУОР
В сезоне 2015/16 количество участников увеличилось: впервые в истории в чемпионате Беларуси участвовала иностранная команда — смоленская «Камея».
Регулярный чемпионат
Регулярный сезон чемпионата Беларуси в сезоне 2015/16 проходил в 2 этапа. 4 лучшие команды по итогам 1-го этапа выходили в группу «А», другие 5 команд, а также «Полоцк», продолжали борьбу в группе «Б». 8 лучших команд регулярного чемпионата выходили в плей-офф.
На 1-м групповом этапе каждая команда встречалась со всеми соперниками по 2 раза. 3 лидера турнира — «Горизонт», «Олимпия» и «Цмоки» — финишировали с одинаковым количеством очков, обыграв друг друга по разу. Четвертым участником неожиданно стал РГУОР, обошедший «Сож».
На втором этапе «регулярки» «Горизонт» сумел сохранить лидерство. Каждый из тройки лидеров — «Горизонт», «Олимпия» и «Цмоки» — обыграли друг друга по разу, сохранив, таким образом, положение в турнирной таблице аналогичное таблице после первого этапа. Гомельский «Сож» побед на втором этапе не одержал",
По итогам регулярного чемпионата сформировались следующие пары четвертьфинальных серий:
«Цмоки-Минск» — «Полоцк»
РГУОР — «Сож»
«Олимпия» — «Горизонт-2-РЦОП»
«Горизонт» — «Виктория»
Плей-офф
Первый раунд плей-офф: четвертьфинал
В сезоне 2015/16 плей-офф длился 3 раунда и проходил в виде серий до 2 (четвертьфинал) и 3 (полуфинал, финал) побед. Все четвертьфинальные серии завершились сухими победами сеяных команд из группы «А».
«Цмоки-Минск» — «Полоцк» 2-0 (82:34, 105:36)
РГУОР — «Сож» 2-0 (82:63, 89:57)
«Олимпия» — «Горизонт-2-РЦОП» 2-0 (105:52, 81:46)
«Горизонт» — «Виктория» 2-0 (103:59, 106:60)
Второй раунд плей-офф: полуфинал
В полуфинальной серии до 3 побед «Цмоки-Минск» играл с РГУОРом, а «Горизонт» — с «Олимпией». Обе серии закончились всухую. «Цмоки» без сюрпризов обыграли молодую столичную команду.
«Горизонт» не сумел воспользоваться преимуществом домашней площадки: по итогам двух матчей в Минске счет в серии был равным — 1-1. Но и «Олимпии» свои болельщики не помогли — «Горизонт» выиграл обе встречи в Гродно и вышел в финал.
«Цмоки-Минск» — РГУОР 3-0 (73:64, 68:59, 89:68)
«Горизонт» — «Олимпия» 3-1 (79:67, 53:72, 64:57, 64:57)
Третий раунд плей-офф: финал
В 3-й раз подряд в финале встретились «Цмоки» и «Горизонт». Неожиданно «Горизонт» сумел нанести «горожанкам» 3 поражения подряд и отобрал у тех чемпионский титул.
«Цмоки-Минск» — «Горизонт» 0-3 (61:72, 65:70, 53:67)
Серия за 3-е место
В серии за 3-е место до 3 побед играли «Олимпия» и РГУОР. Каждый из матчей получился напряженным и закончился с разницей в 10 или менее очков. Тем не менее, более опытная «Олимпия» выиграла серию всухую.
«Олимпия» — «Сож» 3-0 (60:50, 75:67, 61:56)
Утешительный плей-офф
Для проведения большего количества матчей в сезоне 2017/18 и определения итоговой расстановки команд был организован утешительный плей-офф за 5-8 места
Серия плей-офф за 5-8 места
«Сож» — «Полоцк» 3-0
«Горизонт-2-РЦОП» — «Виктория» 3-2
Серия плей-офф за 5-6 места
«Сож» — «Горизонт-2-РЦОП» 1-3
Серия плей-офф за 7-8 места
«Виктория» — «Полоцк» 3-2
Итоговое положение команд в женском чемпионате Беларуси
1 — «Горизонт»
2 — «Цмоки-Минск»
3 — «Олимпия»
4 — РГУОР
5 — «Горизонт-2-РЦОП»
6 — «Сож»
7 — «Виктория»
8 — «Полоцк»
9 — «ЦОР-Виктория»
10 — «Камея»

## Женский чемпионат Беларуси по баскетболу 2016/2017
25-й чемпионат Республики Беларусь по баскетболу в Высшей лиге среди женских команд.
Общие сведения
Число участников: 8
Число городов: 5
Участники
«Виктория», Гродно, Игровой зал УОР
«Горизонт», Минская область, СК «Горизонт»
«Горизонт-2-РЦОП», Минская область, СК «Горизонт»
«Сож», Гомель, ГОЦОР
«Олимпия», Гродно, Игровой зал УОР
«Цмоки-Минск», Минск, СК «Минск-2006»
«ЦОР-Виктория», Брест, СК «Виктория»
«Полоцк», Полоцк
В сезоне 2016/17 количество участников уменьшилось: минский РГУОР и смоленская «Камея» отказались от участия в турнире, а полоцкое «Динамо» приняло участие со второго группового этапа чемпионата.
Регулярный чемпионат
Регулярный сезон чемпионата Беларуси в сезоне 2016/17 проходил в 2 этапа. 4 лучшие команды по итогам 1-го этапа выходили в группу «А», другие 3 команды, а также «Полоцк», продолжали борьбу в группе «Б». Все команды выходили в плей-офф.
На 1-м групповом этапе каждая команда встречалась со всеми соперниками по 2 раза. Лидером стал «Горизонт», который потерпел всего 1 поражение, дважды обыграв «Цмоки-Минск». Кроме двух столичных команд в группу «А» вышли также «Олимпия» и гомельский «Сож».
«Цмоки», выиграв все матчи на 2-м этапе, стали победителями регулярного чемпионата и получили преимущество домашней площадки во всех раундах плей-офф. «Горизонт» обошел «Олимпию» по дополнительным показателям, РГУОР стал четверым.
По итогам регулярного чемпионата сформировались следующие пары четвертьфинальных серий:
«Горизонт» — «Полоцк»
«Цмоки-Минск» — «ЦОР-Виктория»
«Олимпия» — «Горизонт-2-РЦОП»
«Сож» — «Виктория»
Плей-офф
Первый раунд плей-офф: четвертьфинал
В сезоне 2016/17 плей-офф длился 3 раунда и проходил в виде серий до 2 (четвертьфинал) и 3 (полуфинал, финал) побед. Все четвертьфинальные серии завершились сухими победами сеяных команд из группы «А». Все матчи завершились разгромом, а самым маленьким разрывом в матче первого раунда стала 15-очковая победа «Сожа» над «Викторией».
«Горизонт» — «Полоцк» 2-0 (69:37, 83:56)
«Цмоки-Минск» — «ЦОР-Виктория» 2-0 (87:28, 102:34)
«Олимпия» — «Горизонт-2-РЦОП» 2-0 (20:0, 20:0)
«Сож» — «Виктория» 2-0 (78:63, 87:71)
Второй раунд плей-офф: полуфинал
В полуфинальной серии до 3 побед «Цмоки-Минск» играл с «Олимпией», а «Горизонт» — с «Сожем». Обе серии закончились всухую. Но если «Горизонт» разгромил «Сож», то вторая полуфинальная серия была более интересной. «Цмоки» выиграли оба домашних матча с разницей в 9 очков, а в гостях добыли преимущество в «+19».
«Цмоки-Минск» — «Олимпия» 3-0 (73:64, 68:59, 89:68)
«Горизонт» — «Сож» 3-0 (106:57, 105:37, 83:46)
Третий раунд плей-офф: финал
В 4-й раз подряд в финале встретились «Цмоки» и «Горизонт». Несмотря на статус лучшей команды регулярного чемпионата, «Горизонт» не смог взять ни одного матча в серии, а «Цмоки» завоевали чемпионский титул.
«Горизонт» — «Цмоки-Минск» 0-3 (56:71, 53:66, 55:60)
Серия за 3-е место
В серии за 3-е место до 3 побед играли «Олимпия» и «Сож». Гродненчанкам хватило 3 матчей, чтобы забрать бронзу чемпионата. При этом в среднем матч серии за 3-е место завершался с разницей в 48 очков.
«Олимпия» — «Сож» 3-0 (100:42, 78:33, 75:34)
Утешительный плей-офф
Для проведения большего количества матчей в сезоне 2017/18 и определения итоговой расстановки команд был организован утешительный плей-офф за 5-8 места
Серия плей-офф за 5-8 места
«Горизонт-2-РЦОП» — «ЦОР Виктория» 3-0
«Виктория» — «Полоцк» 3-2
Серия плей-офф за 5-6 места
«Виктория» — «Горизонт-2-РЦОП» 3-0
Серия плей-офф за 7-8 места
«ЦОР Виктория» — «Полоцк» 0-3
Итоговое положение команд в женском чемпионате Беларуси
1 — «Цмоки-Минск»
2 — «Горизонт»
3 — «Олимпия»
4 — «Сож»
5 — «Виктория»
6 — «Горизонт-2-РЦОП»
7 — «Полоцк»
8 — «ЦОР-Виктория»

## Женский чемпионат Беларуси по баскетболу 2017/2018
26-й чемпионат Республики Беларусь по баскетболу в Высшей лиге среди женских команд.
Общие сведения
Число участников: 7
Число городов: 4
Участники
«Виктория», Гродно, Игровой зал УОР
«Горизонт», Минская область, СК «Горизонт»
«Горизонт-2-РЦОП», Минская область, СК «Горизонт»
«Сож», Гомель, ГОЦОР
«Олимпия», Гродно, Игровой зал УОР
«Цмоки-Минск», Минск, СК «Минск-2006»
«ЦОР-Виктория», Брест, СК «Виктория»
В сезоне 2017/18 количество участников уменьшилось: полоцкое «Динамо» отказалось от участия в чемпионате.
Регулярный чемпионат
Регулярный сезон чемпионата в сезоне 2017/18 проходил в 2 этапа. 4 лучшие команды по итогам 1-го этапа выходили в группу «А», другие 3 команды продолжали борьбу в группе «Б». Все команды выходили в плей-офф, а победитель группы «А» на втором этапе автоматически получал место в полуфинале.
На 1-м групповом этапе каждая команда встречалась со всеми соперниками по 4 раза. Все лидеры турнира — «Цмоки», «Олимпия» и «Горизонт» — без проблем вышли в группу «А». Четвертым коллективом элитного пула стал гомельский «Сож». Интересно, что фаворитом в таблице по итогам первой части сезона стала гродненская «Олимпия», обогнавшая «Цмоки» на 1 победу.
На втором этапе «регулярки» «Цмоки» потерпели 2 поражения, но сумели обогнать «Олимпию» и напрямую выйти в полуфинал. «Горизонт» стал третьим по итогам «регулярки», а «Сож», уступивший во всех встречах 2-го этапа, замкнул четверку сильнейших.
По итогам регулярного чемпионата сформировались следующие пары четвертьфинальных серий:
«Сож» — «ЦОР-Виктория»
«Горизонт» — «Виктория»
«Олимпия» — «Горизонт-2-РЦОП»
Плей-офф
Первый раунд плей-офф: четвертьфинал
В сезоне 2018/19 плей-офф длился 3 раунда и проходил в виде серий до 2 (четвертьфинал) и 3 (полуфинал, финал) побед. Все четвертьфинальные серии завершились сухими победами сеяных команд из группы «А». Все матчи завершились разгромом, а самым маленьким разрывом в матче первого раунда стала 23-очковая победа «Горизонта» над брестской «Викторией».
«Сож» — «ЦОР-Виктория» 2-0 (74:44, 85:47)
«Горизонт» — «Виктория» 2-0 (94:67, 85:62)
«Олимпия» — «Горизонт-2-РЦОП» 2-0 (110:45, 104:55)
Второй раунд плей-офф: полуфинал
В полуфинальной серии до 3 побед «Цмоки-Минск» играл с гомельским «Сожем», а «Олимпия» — с «Горизонтом». Действующие чемпионки — «Цмоки» — предоставили отдых лидерам, но и с помощь резервисток сумели обыграть соперниц в 3 матчах.
Полуфинал между «Олимпией» и «Горизонтом» растянулся на 5 матчей. Гродненская команда открыла серию домашней победой, после чего минчанки выиграли дважды и оказались близки к финалу. «Олимпия» смогла сравнять счет, но в решающей игре серии, проходившей в Гродно, уступила.
«Цмоки-Минск» — «Сож» 3-0 (74:53, 68:59, 55:45)
«Олимпия» — «Горизонт» 2-3 (87:60, 69:87, 84:85, 77:75, 82:86)
Третий раунд плей-офф: финал
В 5-й раз подряд в финале встретились «Цмоки» и «Горизонт». В каждом из 3 матчей серии «Цмоки» доминировали и в кратчайшие сроки выиграли титул чемпионок Беларуси.
«Цмоки-Минск» — «Олимпия» 3-0 (75:63, 73:47, 86:62)
Серия за 3-е место
В серии за 3-е место до 3 побед играли «Олимпия» и «Сож». Гомельская команда неожиданно оказала сопротивление и даже взяла первый домашний матч, но завоевать медали не получилось.
«Олимпия» — «Сож» 3-1 (74:54, 83:67, 70:76, 99:47)
Утешительный плей-офф
Для проведения большего количества матчей в сезоне 2017/18 и определения итоговой расстановки команд был организован утешительный плей-офф за 5-7 места
Серия плей-офф за 5-7 места
«Виктория» — «Горизонт-2-РЦОП» 2-0
Серия плей-офф за 5-6 места
«ЦОР-Виктория» — «Виктория» 0-2
Итоговое положение команд в женском чемпионате Беларуси
1 — «Цмоки-Минск»
2 — «Горизонт»
3 — «Олимпия»
4 — «Сож»
5 — «Виктория»
6 — «ЦОР-Виктория»
7 — «Горизонт-2-РЦОП»

## Женский чемпионат Беларуси по баскетболу 2018/2019
27-й чемпионат Республики Беларусь по баскетболу в Высшей лиге среди женских команд.
Общие сведения
Число участников: 8
Число городов: 4
Участники
«Виктория», Гродно, Игровой зал УОР
«Горизонт», Минская область, СК «Горизонт»
«Горизонт-2-РЦОП», Минская область, СК «Горизонт»
«Гомельские Рыси», Гомель, ГОЦОР
«Олимпия», Гродно, Игровой зал УОР
РГУОР, Минск, СК РГУОР
«Цмоки-Минск», Минск, СК «Минск-2006»
«ЦОР-Виктория», Брест, СК «Виктория»
В сезоне 2018/19 количество участников увеличилось: в чемпионат вступила команда РГУОР.
Регулярный чемпионат
Регулярный сезон чемпионата в сезоне 2018/19 проходил в 2 этапа. 4 лучшие команды по итогам 1-го этапа выходили в группу «А», другие 4 команды продолжали борьбу в группе «Б». Все команды выходили в плей-офф.
На 1-м групповом этапе каждая команда встречалась со всеми соперниками по 2 раза. «Цмоки» выиграли все 14 матчей со средней разницей в 31 очко и уверенно заняли первое место в таблице. Вторую строчку разделили «Олимпия» и «Горизонт», а последнюю путевку в группу «А» забрала гродненская «Виктория».
На втором этапе «регулярки» «Цмоки-Минск» продлил свою победную серию до 20 матчей подряд и задолго до конца группового этапа обеспечил себе первое место и преимущество домашней площадки на всех стадиях плей-офф. За вторую позицию «Олимпия» выиграла борьбу у «Горизонта», дважды в концовке огорчив столичную команду.
По итогам регулярного чемпионата сформировались следующие пары четвертьфинальных серий:
«Цмоки-Минск» — РГУОР
«Олимпия» — «Гомельские Рыси»
«Горизонт» — «ЦОР-Виктория»
«Виктория» — «Горизонт-2-РЦОП»
Плей-офф
Первый раунд плей-офф: четвертьфинал
В сезоне 2018/19 плей-офф длился 3 раунда и проходил в виде серий до 2 (четвертьфинал) и 3 (полуфинал, финал) побед. Все четвертьфинальные серии завершились сухими победами сеяных команд.
«Цмоки-Минск» — РГУОР 2-0 (96:34, 61:42)
«Олимпия» — «Гомельские Рыси» 2-0 (110:47, 84:51)
«Горизонт» — «ЦОР-Виктория» 2-0 (102:60, 100:50)
«Виктория» — «Горизонт-2-РЦОП» 2-0 (69:61, 67:64)
Второй раунд плей-офф: полуфинал
В полуфинальной серии до 3 побед «Цмоки-Минск» играл с гродненской «Викторией», а «Олимпия» — с «Горизонтом». Действующие чемпионки — «Цмоки» — не оставили шансов молодой команде, выиграв все 3 матча со средней разницей в 34.7 очка.
Серия за вторую путевку в финал получилась более интересной. Гродненская «Олимпия» выиграла оба домашних матча, после чего серия переехала в Минск. «Горизонт» сократил разницу в счете и даже мог довести серию до решающей 5-й встречи. Однако «Олимпия» одержала победу в 4-й игре на последней секунде — 78:77.
«Цмоки-Минск» — «Виктория» 3-0 (100:48, 79:60, 69:36)
«Олимпия» — «Горизонт» 3-1 (71:53, 64:58, 70:71, 78:77)
Третий раунд плей-офф: финал
Впервые с сезона 2012/13 в финальной серии сыграла команда не из Минска. Несмотря на это, «Олимпия» не смогла оказать должного сопротивления «Цмоки» и уступила во всех трех матчах. «Цмоки» сумели защитить чемпионский титул.
«Цмоки-Минск» — «Олимпия» 3-0 (98:66, 93:53, 85:67)
Серия за 3-е место
В серии за 3-е место до 3 побед играли «Горизонт» и «Виктория». Минская команда не упустила возможность завоевать медали чемпионата и разгромила гродненскую молодежную команду в каждом из 3 матчей серии.
«Горизонт» — «Виктория» 3-0 (107:46, 78:51, 83:65)
Утешительный плей-офф
Для проведения большего количества матчей в сезоне 2018/19 и определения итоговой расстановки команд был организован утешительный плей-офф за 5-8 места
Серия плей-офф за 5-8 места
«Горизонт-2-РЦОП» — РГУОР 0-2
«ЦОР-Виктория» — «Гомельские Рыси» 2-0
Серия плей-офф за 5-6 места
«ЦОР-Виктория» — РГУОР 2-0
Серия плей-офф за 7-8 места
«Горизонт-2-РЦОП» — «Гомельские Рыси» 2-0
Итоговое положение команд в женском чемпионате Беларуси
1 — «Цмоки-Минск»
2 — «Олимпия»
3 — «Горизонт»
4 — «Виктория»
5 — «ЦОР-Виктория»
6 — РГУОР
7 — «Горизонт-2-РЦОП»
8 — «Гомельские Рыси»

## Женский чемпионат Беларуси по баскетболу 2019/2020
28-й чемпионат Республики Беларусь по баскетболу в Высшей лиге среди женских команд.
Общие сведения
Число участников: 9
Число городов: 4
Участники
«БГУ-Цмоки», Минск, СК БГУ
«Виктория», Гродно, Игровой зал УОР
«Горизонт», Минская область, СК «Горизонт»
«Горизонт-2-РЦОП», Минская область, СК «Горизонт»
«Гомельские Рыси», Гомель, ГОЦОР
«Олимпия», Гродно, Игровой зал УОР
РГУОР, Минск, СК РГУОР
«Цмоки-Минск», Минск, СК «Минск-2006»
«ЦОР-Виктория», Брест, СК «Виктория»
В сезоне 2019/20 количество участников увеличилось: в чемпионат вступила команда «БГУ-Цмоки».
Регулярный чемпионат
Регулярный сезон чемпионата в сезоне 2019/20 проходил в 2 этапа. 5 лучших команд по итогам 1-го этапа выходили в группу «А», другие 4 команды продолжали борьбу в группе «Б» за место в плей-офф.
На 1-м групповом этапе каждая команда встречалась со всеми соперниками по 2 раза. «Горизонт» долгое время лидировал, однако «Цмоки» обошли столичных соперниц по показателям в личных встречах. Также в группу «А» попали «Олимпия», «Виктория» и «ЦОР-Виктория». Не повезло «Горизонту-2» — команде не хватило одной победы, чтобы закрепиться в сильнейшем пуле.
На втором этапе «регулярки» «Цмоки-Минск» уже за несколько туров до конца оформил победу и первое место перед плей-офф. «Горизонт» стал вторым, «Олимпия» финишировала третьей. В разборках двух «Викторий» выиграла гродненская команда, которая должна была получить преимущество домашней площадки в первом раунде плей-офф.
Приостановка сезона в связи с пандемией COVID-19
16 марта 2020 года розыгрыш женского чемпионата Беларуси был приостановлен в связи с негативным развитием эпидемиологической ситуации COVID-19 в мире.
22 мая состоялось заседание исполкома белорусской федерации баскетбола, на котором было принято решение о досрочном завершении женского чемпионата Республики Беларусь по баскетболу. Итоговые места команд оказались распределены в соответствии с положением в турнирной таблице на момент приостановки сезона. Таким образом, «Цмоки» сохранили звание чемпиона Беларуси.
Итоговое положение команд в женском чемпионате Беларуси
1 — «Цмоки-Минск»
2 — «Горизонт»
3 — «Олимпия»
4 — «Виктория»
5 — «ЦОР-Виктория»
6 — «Горизонт-2-РЦОП»
7 — РГУОР
8 — «БГУ-Цмоки»
9 — «Гомельские Рыси»